# Черленково
Черленково — село в городском округе Шаховская Московской области. В селе действует Никольская церковь около 1550 года постройки.

## Население
| 1859 | 1926 | 2002 | 2006 | 2010 |
| ---- | ---- | ---- | ---- | ---- |
| 185  | ↗267 | ↘134 | ↗172 | ↘138 |

## География
Село расположено в центральной части округа, примерно в 8 км к югу от райцентра Шаховская, на левом берегу реки Рузы, у плотины Верхнерузского водохранилища (Верхнерузская ГЭС-33), высота центра над уровнем моря 215 м. Ближайшие населённые пункты — Воютино на противоположном берегу реки, Дятлово на востоке и Сутоки на западе.
В село заезжают некоторые маршруты автобусов.
Зарегистрировано 17 улиц, переулков и проездов.

## Исторические сведения
В 1678 году село Черленково принадлежало князю Александру Михайловичу Шаховскому, затем его дочери, которая вышла замуж за стольника Семена Гавриловича Наумова.
В 1769 году — село Хованского стана Волоколамского уезда Московской губернии с 61 душой, владение обер-директора Михаила Петровича Гусятникова. К нему относилось 150 десятин 1175 саженей пашни, 47 десятин 1600 саженей леса и сенного покоса.
В середине XIX века село относилось к 1-му стану Волоколамского уезда и принадлежало Департаменту государственных имуществ. В селе было 18 дворов, 80 душ мужского пола и 82 души женского, проводилась ярмарка 9 мая.
В «Списке населённых мест» 1862 года — казённое село 1-го стана Волоколамского уезда Московской губернии по правую сторону Московского тракта, шедшего от границы Зубцовского уезда на город Волоколамск, в 28 верстах от уездного города, при реке Рузе, с 25 дворами, православной церковью, ярмаркой и 185 жителями (87 мужчин, 98 женщин).
В 1890—1900-е годы село характеризуется в справочно-статистических изданиях, как относящееся к «Серединской волости, Волоколамского уезда, Московской губернии, 1-го стана, в 33 верстах от уездного города и в 10 верстах от станции „Шаховской“». По данным на 1890 год число душ мужского пола составляло 78 человек.
В 1913 году село насчитывало 38 дворов, имелись церковно-приходская школа, казенная винная лавка, трактир, пивная и чайная. При селе находилось имение наследников М. В. Лаврицкого с водяной мельницей.
По материалам Всесоюзной переписи населения 1926 года — село Ваютинского сельсовета, проживало 267 человек (103 мужчины, 164 женщины), насчитывалось 60 хозяйств (из них 57 крестьянских), имелась школа.
С 1929 года — населённый пункт в составе Шаховского района Московской области.
1994—1995 гг. — центр Черленковского сельского округа Шаховского района.
1995—2006 гг. — село Серединского сельского округа Шаховского района.
2006—2015 гг. — село сельского поселения Степаньковское Шаховского района.
2015 г. — н. в. — село городского округа Шаховская Московской области.

## Ажиотаж 1899—1900 годов со «святой землёй»
В вышедшей в 1906 году книге И. Ф. Токмакова «Город Волоколамск Московской губернии и его уезд» повествуется об ажиотаже, возникшем в 1899—1900 годах из-за стихийно распространившихся слухов о якобы святой земле с одной из заброшенных могил с местного кладбища.
Первая волна ажиотажа началась с весны 1899 года, когда «между могилками на сельском кладбище, под одним камнем, до половины вросшим в землю, без всякой надписи, а только с признаком выпуклого креста на верхней стороне, прославилось место упокоения богоугодного человека именем Филипп, затем о богоугодном человеке забыли на некоторое время».
Вторая волна началась в следующем, 1900 году. Её начало было связано с ярмаркой, которая проводилась в Черленкове ежегодно в Николин день (9 мая по старому стилю), и на которую из окружающих деревень всегда съезжалось множество народа. Как описывает И. Ф. Токмаков

в этом году некоторые, вспомнив прошлогодний рассказ о богоугодном человеке, покоящемся на старом кладбище, пошли туда полюбопытствовать. Сначала образовалась куча, а затем она выросла в целую толпу. Тогда народ бросился к могилке и стал было брать с неё землю. Затем в Черленково со всех сторон потянулся народ. Панихиды шли одна за другой. Все спешили брать землю с могилы: здоровые для здоровья, больные в надежде исцеления. Стали говорить, что земля от всего помогает, что её можно есть, и её брали и ели, настаивали ею водку и пили и подбавляли в чай.

В Черленкове появились кликуши, слепые, хромые, горбатые, параличные, сифилитики. Приезжали даже из губерний. Распространились слухи о чудесах. Ждали со дня на день вскрытия мощей. Панихиды служились и в церкви на кладбище…— Указ. соч., с. 31—32.
Всё это привело к резкому возрастанию спроса на предметы культа, обычно приобретаемые паломниками. По свидетельству Токмакова, «…изготовлялось и продавалось в один день по несколько тысяч просфор. Уездный свечной склад не успевал поставлять для церкви свечей».
Возникший ажиотаж обернулся неожиданной прибылью не только для церкви, но и для сельчан:

всех богомольцев не вмещало в себе имеющееся в селе трактирное заведение, и каждая изба обратилась в чайную лавочку, где поили приходящих чаем, продавали съестное, кувшинчики для воды, платочки для земли. Ситный, баранки пекли чуть ли не возами, и все разбиралось нарасхват, при двойных ценах.— Там же
Ожидания масс, что вот-вот будут вскрыты мощи и новое святое место будет надлежащим образом узаконено, не сбылись. Сведения о стихийном массовом паломничестве вызвали крайнее недовольство как у светского, так и у епархиального начальства.

Сначала был вызван в Москву старый священник и после опроса устранен от места; затем поручено прокурорскому надзору произвести строжайшее расследование причины слухов, влиявших на массу, и если окажется, что они распространялись с целью получить материальную выгоду, то привлечь виновных к законной ответственности.— Там же
Тем не менее, как констатировал автор пять лет спустя, в 1906 году, «вера в богоугодного человека не поколеблена, и паломничество простодушных богомольцев в Черленково продолжается по-прежнему».